# Paulin Obame-Nguema
Paulin Obame-Nguema (Libreville, 28 dicembre 1934 – Libreville, 11 dicembre 2023) è stato un politico gabonese.
È stato Primo ministro del Gabon dal novembre 1994 al gennaio 1999.